# Jan Dzieńkowski
Jan Dzieńkowski (ur. 25 kwietnia 1917 w Krzywkach-Piaskach, zm. 19 czerwca 1947 w rejonie Turzańska) – porucznik nawigator Ludowego Wojska Polskiego.

## Życiorys
Urodził się 25 kwietnia 1917 w Krzywkach-Piaskach, w gminie Mostowo, w rodzinie Konstantego i Zofii. W 1932 ukończył szkołę powszechną w Mostowie, a 20 czerwca 1937 gimnazjum humanistyczne w Mławie. W lipcu i sierpniu 1937 ukończył kurs podstawowy pilotażu w Wojskowym Obozie Szybowcowym w Ustjanowej.
30 września 1937 został wcielony do Wojska Polskiego i skierowany na Dywizyjny Kurs Podchorążych Rezerwy 18 DP przy 71 pułku piechoty w Zambrowie. 1 stycznia 1938 został słuchaczem kursu obserwatorów w Szkole Podchorążych Lotnictwa w Dęblinie. 20 września 1938 awansował na kaprala podchorążego. Po kampanii wrześniowej walczył w konspiracji, jako żołnierz Armii Krajowej.
22 października 1945 został przyjęty do ludowego Wojska Polskiego i przydzielony do 1 mieszanego szkolno-treningowego pułku lotniczego w Radomiu, w charakterze słuchacza kursu obserwatorów. 7 grudnia 1945 został przeniesiony do Wojskowej Szkoły Pilotów w Dęblinie na stanowisko nawigatora klucza.
Wiosną 1947 został przydzielony do eskadry lotniczej, która wchodziła w skład Grupy Operacyjnej „Wisła”. 19 czerwca 1947 wykonywał lot na rozpoznanie sotni UPA „Burłaki” w rejonie Baligród-Jabłonki-Rzepedź. Pilotem samolotu Po-2 był chorąży Bronisław Świątkowski. W rejonie Turzańska samolot został ostrzelany z ziemi przez żołnierzy UPA. Jeden z wystrzelonych pocisków ranił go śmiertelnie. 21 czerwca 1947 został pochowany na cmentarzu wojskowym w Dęblinie.
21 czerwca 1947 Prezydent RP, Bolesław Bierut na wniosek Ministra Obrony Narodowej, marszałka Polski Michała Żymierskiego „za bohaterską i pełną poświęcenia walkę w obronie ładu i bezpieczeństwa w Kraju” odznaczył go pośmiertnie Orderem Krzyża Grunwaldu III klasy.

## Upamiętnienie
30 sierpnia 1983 Minister Obrony Narodowej nadał 23 lotniczej eskadrze szkolnej w Dęblinie imię porucznika nawigatora Jana Dzieńkowskiego.